# Albert Björkman
Albert Björkman, född 30 november 1865 i Borgå, död 31 januari 1929 i Tammerfors, var en finländsk psykiater. 
Björkman, som blev medicine licentiat 1896, företog med statsstipendium en resa till olika länder i Europa för att studera sinnessjukvården. Han utsågs 1899 till överläkare vid Fagernäs centralanstalt i Kuopio, där han introducerade de moderna, fria sinnessjukvårdsprinciperna i Finland. Han var därefter överläkare vid sinnessjukanstalterna Pitkäniemi i Tammerfors 1909–1913, Nickby vid Sibbo 1913–1917 och biträdande överläkare vid Pitkäniemi från 1920.